# 諾里爾斯克鎳公司
諾鎳（俄语：«Норникель»，2016年前称“諾里爾斯克鎳业公司”俄语：）是俄罗斯最大的矿业冶金公司，生产主体位于叶尼塞河附近的诺里尔斯克，还拥有科拉半岛的尼克尔、扎波利亞爾內、蒙切戈爾斯克、芬兰西部的哈爾亞瓦爾塔、南非与博茨瓦纳以及西澳大利亚的有色金属矿山。是世界上最大的镍与钯生产商，世界十大铜生产商之一。世界镍产量的约18%，铜产量的约2.5%，钯产量的近50%以及铂产量的约13%。
公司在莫斯科證券交易所上市。截至2019年初，俄罗斯寡头弗拉基米尔·波塔宁的Olderfrey Holdings Ltd实际控制该公司(34.57%)。奥列格·德里帕斯卡的俄鋁持股27.82%，罗曼·阿布拉莫维奇的Crispian投资有限公司持股4.95%。2019年3月，阿布拉莫维奇把该公司1.7%股份以5.51亿美元转卖给英国投资者。

## 历史
1920年代开始在诺里尔斯克采矿。这一带拥有世界最大的铜-镍-钯蕴藏量，已知金属资源量超过了18亿吨。1930年代中期乌尔万采夫领导的苏联极北地区考察队发现诺里尔斯克镍矿资源非常丰富，当时探明镍矿储量达1,436万吨（约占苏联总储量的一半），伴生有其他稀有金属，包括铜和钴，铂族金属。 

## 运营

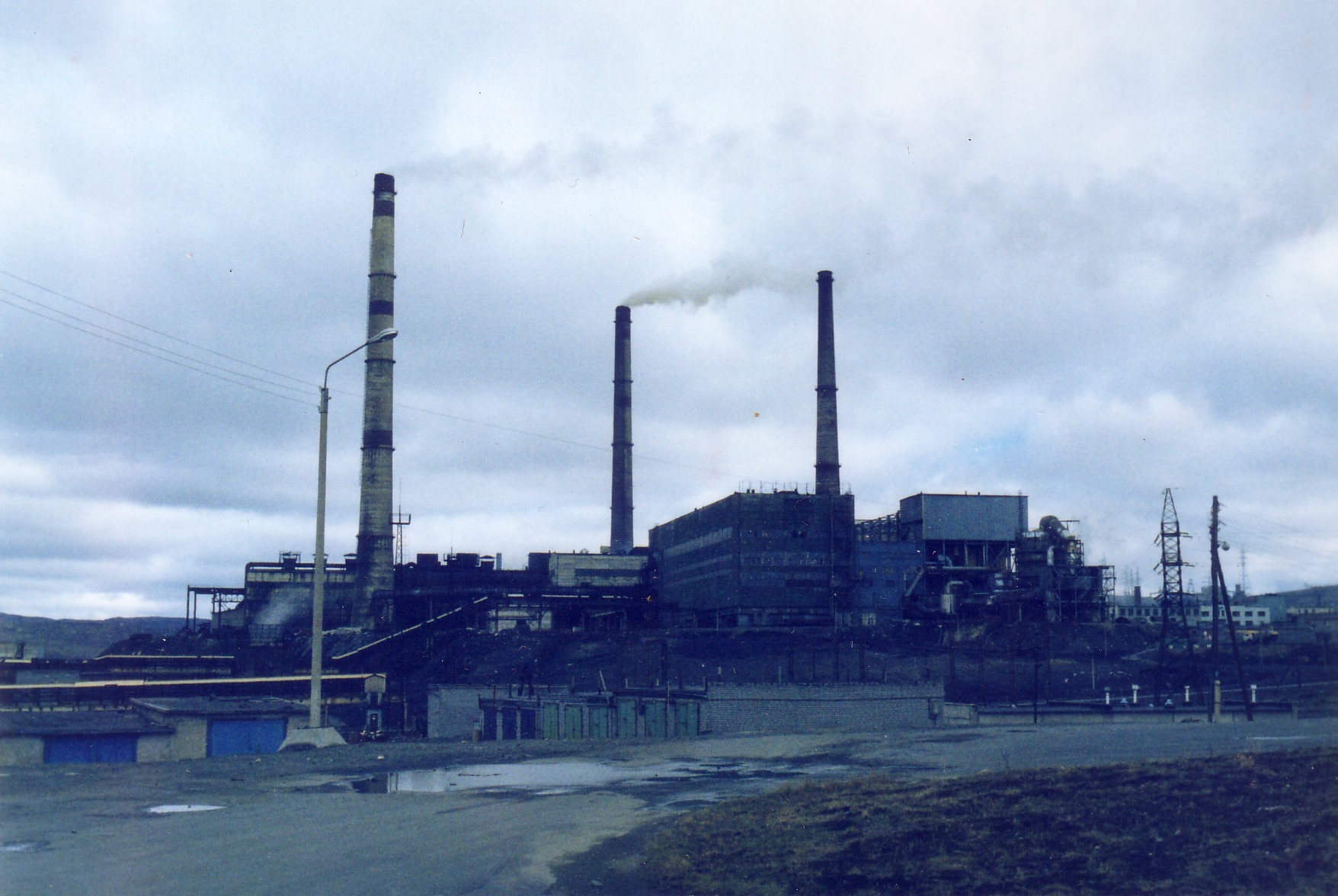
诺里尔斯克镍工厂

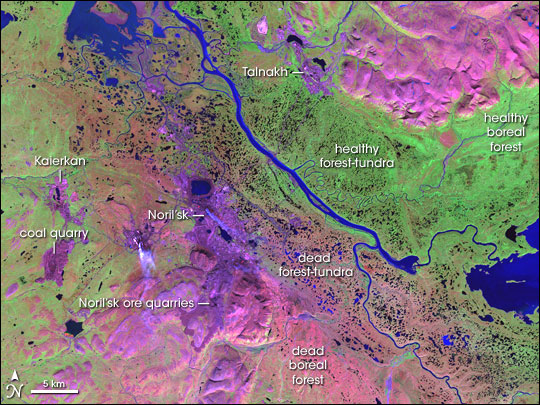
诺里尔斯克与附近地区的卫星假彩色地图

诺里尔斯克有几座竖井与一座斜井，矿床位于超过1,200 m深的地下。

## 环境问题
诺里尔斯克的镍工厂2018年排放167万吨二氧化硫。